# 俺様ティーチャー
『俺様ティーチャー』（おれさまティーチャー）とは椿いづみによる日本の漫画作品。『花とゆめ』（白泉社）にて2007年15号から2020年5号まで連載された。単行本は「花とゆめCOMICS」より全29巻が刊行された。2020年2月時点でコミックス累計発行部数は350万部を突破している。

## あらすじ
不良番長―黒崎 真冬は埼玉を統一した直後、乱入してきた警察官を前に子分達から置いてきぼりを食らい、1人捕まったことで“東校”を退学にされてしまう。母の計らいで1人埼玉を離れ、“緑ヶ丘学園”に転入出来ることになったものの、寮は満室。アパートでの独り暮らしを始めることになる。新天地では母と絶対にケンカをしないと約束したことから、番長やヤンキーであった過去を完全に隠すと決意した矢先、転入前日に訪れたコンビニで絡まれていた男を思わずケンカで助けてしまう。たがその男は学校の担任であり、アパートの隣人―佐伯 鷹臣だったのだ。いきなり弱みを握られた真冬は必死に一般生徒を装いつつも、“風紀部”として学園の不良達を正すためにバトルを繰り広げる二重生活を送る羽目になる。

## 登場人物
担当声優はドラマCD時のもの。

### 風紀部
黒崎 真冬（くろさき まふゆ）
声 ‐ 喜多村英梨
12月21日生まれ。O型。身長155センチ。家族構成は父、母。
主人公。1年1組→2年1組→3年1組。気付けば埼玉を統一していたというカリスマ性を持つ元ヤン女子高生。ケンカ中の補導が原因で東校を退学になり転校したが、その先も不良が多い“緑ヶ丘学園”であった。母には「ケンカしたら縁を切る」と言われ、自身の過去を隠し普通の女の子になることを決意する。転校当初、同じクラスの早坂と友達になりたいと日々頑張っていたが空回りしていた。東校番長だったので男の子分は多かったが友達がおらず、特に女の子には憧れながらも接し方が分からず、同性の友達に恵まれないのが悩み。自身が番長との自覚がなかった程におバカという、天然気味である。
料理が下手で、当初はカップラーメンすら失敗していた。また、裁縫もド下手。特技はモールス信号で、桶川とは内緒話時にはモールス信号で遣り取りを行う、ケンカ三昧だったので腕っ節は勿論駆け引きにも強く、対桶川戦の初戦で直接対峙した早坂の敗北を戦闘前に察知。モールス信号での秘密裏で仕切り直しを桶川に打診する、理事長側だと思われていた生徒会長が実は別の敵と賭けをしていることに気付くなど、頭の回転自体は良い。成績は悪いが頭が空っぽな分、単なる暗記問題ならばかなりの一時詰め込みが可能。
担任の佐伯 鷹臣は幼いころにも隣人であった幼馴染みだが、再会から暫くするまでは鷹臣に関する記憶の一部を失くしており、初恋の相手と思い込んでいた。紛れによるしごきであった。しかし鷹臣に恐怖しながらも、褒められたいという好意も抱いていた。今でもその気持ちは変わっていないようで、鷹臣の大学時代の友人―柿本が料理を褒められた時も無自覚ながら嫉妬する。
部活に入っていなかったことで鷹臣の策略に嵌り、早坂と一緒に風紀部に入部させられてしまう。ケンカの際に正体がバレない細工として編み出されたのが、“ラブリーウサちゃんマン”と“夏男”という変装。この2人は有事の際に出動する謎の風紀部裏部員という扱いになっている。
番長である桶川を一発で倒す、大勢の人数を相手にしても勝つなど、鷹臣に『真冬以上に緑ヶ丘に強い奴はいない』と思われていた程の強さを誇っていたが、綾部に負けた際に本当の敗北を理解。しかし見事に立ち直り、強くなりたいとの決意を新たにしている。
1年前に溺れていたハトを助けたことから“イチゴラブ”こと桶川恭太郎と文通しているが、お互いの正体は知らない。真冬のペンネームは“スノウ”。
ラブリーウサちゃんマン
真冬が変装した架空の人物。妙なデザインのウサギの仮面を被った“正義の味方”。果たし状にのってピンチになった早坂を助ける際に、正体を隠す策として生まれた。仮面は学校の資料室にあったものである。裏声で話し、口調も普段より女性らしいものになっている。横顔や後ろ姿でばれるのではないかという危惧から髪型を変えた時期もあった。早坂の憧れの対象。
野々口から夏男と共に呼び出された際は、渋谷が代わって変装。鷹臣が趣味で巨乳にしたため、野々口はバスト・身長など色々と“デカい女”と表現している。
夏男
真冬が変装した架空の人物。小柄なヤンキー男。番長潰しの際、誤ってウサギの仮面を壊してしまったために急遽生まれたもう1つの変装。カツラ・学ラン・化粧・シークレットブーツで男装し、低い声で喋っている。その強さから夏男を慕う早坂に正体がバレぬよう、近付かせない予防線として吐いた嘘により、早坂には鷹臣とホモの関係にあると勘違いされている。桶川に勝利して一時は緑ヶ丘の裏番長を張っていたが、文化祭での大乱闘以降は桶川に番長を返上した。
佐伯 鷹臣（さえき たかおみ） / 旧姓：五条
声 ‐ 成田剣
8月12日生まれ。B型。身長190センチ。家族構成は祖父、義理の父、母。
真冬や早坂のクラス担任で風紀部の顧問。担当教科は数学。母―啓子の再婚で現佐伯姓になる。真冬の幼児期に隣りに住んでいたお兄さん。当時は東西南北4校を真冬の前に統一した伝説の東校番長で、現在に至るまで大勢の子分に慕われている。マンションの隣室に住む真冬には、公式の場以外では何故か『鷹臣くん』と呼ぶよう強制している。鷹臣の部屋からは頻繁に女性が出て来るが、毎回別人。
真冬は勿論、早坂の弱みも握っている。口も態度も悪く性格に問題があり、真冬だけでなく昔の乱行を知る鷹臣の祖父―五条には一番不適格な職業だと思われ、一日も早く辞めて欲しいと言われている。その授業は「宿題を忘れたら怒る」、「答えられなかった生徒は立たせる」、「テストで50点以下を取った生徒には鉄拳を飛ばす」のが通常で、真冬や早坂だけでなく担任クラスの生徒達までが呼び出しの放送で死を覚悟する程怯えるという、恐怖政治と化している。だが祖父が好きだった学校を短時間で奪還すべく、寝る間も惜しんでテストを作成し、文化祭や修学旅行復活のために奔走するなど、学校経営に関しては熱心。
給料5年分を賭けて緑が丘理事長と賭けを行っており、そのために不良撲滅を職務とした風紀部を作ったと嘯いていたが、後に賭けの対象は緑ヶ丘そのものだと真冬に告白。前緑が丘経営者であった五条から現理事長が騙し取った緑が丘経営権と、鷹臣が握る山―緑が丘の立つ敷地の所有権とを賭けて勝負し、奪還することにあった。賭けの内容は、手段問わず3年間で入学希望者を倍に増やすこと。長期化させるだけ有利になる筈の期限を3年と短く定めたのは、祖父の余命がそれ以上は保証出来ないと医師に宣告されたため。
その立場により初期から早坂の本名を知り、早坂の記憶喪失後はいち早く早坂の秘密がその家族にあると気付いて、真冬達を率いての強制家庭訪問を決行。見事和解を取り持ち、学校に連れ戻した。その後も百地の世話を焼いたりと度々の活躍はあるものの、本作タイトルが鷹臣を指している割りには出番が少なくなりつつある。緑ヶ丘学園の教師を辞職してからは特に出番は少なく、ドラマCDのネタとしてイジられている。
早坂 香（はやさか かおり）
声 ‐ 水島大宙
4月16日生まれ。A型。身長175センチ。家族構成は父、義姉（従姉）。
真冬のクラスメイト。1年1組→2年1組→3年1組。当初は金髪ヤンキーの1人だった筈だが次第に不良要素が見当たらなくなっており、現在は口が悪いだけの少年になっている。
下の名前は長く不明だったが、父―香一の配慮で書類上は秘されていたミドルネームは「アメリア」であるため、フルネームは「早坂・アメリア・香」。転校当初の真冬から発せられる友達になりたいオーラを殺気だと勘違いしていたケンカバカ。集団にはつまらない上下関係があるとして、群れるのを嫌う一匹狼。その容姿や言動からケンカを売られることが多い上、それを全て買うバカ正直さだが授業には真面目に出てノートもきちんと取っているために成績は良く、真冬から羨望の眼差しで見つめられている。しかしサボる際にはサボる旨と居場所を書いたメモを残すなど、真面目が過ぎてズレた部分も持つ。実直な性格であるがその素直さ故に騙され易く、用心棒部に騙されて真冬が人質に取られたと思い込んだ際は、単身用心棒部に乗り込んでしまう。
ケンカにはそれなりの強さを持っているが、武器を使う等の卑怯な手を快く思わないので攻撃を避けることさえ嫌っており、頭脳戦も苦手。一対一では強いが多数相手には劣勢になることが多い。それにより出来なかった受け身も用心棒部と勝負する際、夏男から指導を受ける。。ラブリーウサちゃんマンにはその強さに惚れ込んで会えることを待ち望んでおり、夏男とは師弟関係で兄貴と尊敬している。が、いずれの正体にも真冬の経歴にも全く気付いておらず、真冬を完全に普通の女だと思っているという、風紀部メンバートップの鈍さを持つ。
度々『不自然に鈍い』と言われて来たが、その生い立ちから辛い出来事に直面すると無意識に脳が現実を拒否して認識出来なくなり、他の目撃者の証言があっても現実を歪めてしまうというトラウマ持ちであることが百地回により発覚。百地の裏工作で、高校入学後の記憶が徐々に消えて中学生のころに精神後退する一連の記憶喪失騒動により、一時は実家から退学を申し出るが、真冬達の手助けにより記憶を回復、また漸く正しく認識しても現実を受け止められるようになる。この結果、愛人の娘と思い込んでいた異母姉妹2人が、実は父が実姉の死により養女に迎えた従姉であったと知って、遂に和解を果たす。
由井 忍（ゆい しのぶ） / 忍者、メガネ
声 ‐ 杉田智和
12月24日生まれ。AB型。身長176センチ。家族構成は父、母。
元生徒会メンバーの風紀部員。1年2組→2年2組→3年2組。内部崩壊を仕掛けようと生徒会を脱退し、風紀部へ入部して来る。忍者を自称するだけあって忍者や忍術が大好きで、幼少時代からの趣味らしいがよく失敗している（布で隠れる時の板目が逆、のろしと花火を間違える等）。真冬達曰くバカ。但し隠れようとすると悉く目立つが黙っているだけでまるで目立たない、真冬達の秘密に通じたりと意外に情報収集力や潜伏能力・戦闘力が高い、メガネを外すと美形（あくまで本人談）など何気にハイスペック。中学時代から絶対的な忠誠心を抱く緑ヶ丘生徒会長―華房 雅を慕う面子としては、生徒会メンバーの1人―北条 若菜と並ぶ古株。
自分で物事を考えられない、ハッキリとした自意識を持てない性格で、TVで観た命令を受けてそれを実行するだけで良い存在として、忍者を目指すようになる。北条の好意に気付かない、空気が読めないなどのKYな部分も多いため、北条が自分を嫌っていると勘違いしている。そもそも他人の感情はおろか自分の感情にも鈍感で、1人が好きだと公言してはいるものの、真冬に勉強を教えたり風紀部員に忍術修行を披露する世話焼きな一面、文化祭や修学旅行の満喫、生徒会で揃いの制服を考案するなど仲間内で盛り上がるのが好きな面を覗かせる。
華房と百地以外の生徒会メンバーが敗れたことで遂に裏切りを決行、収集した情報から的確に風紀部メンバーの弱点を突いて部員不足による廃部寸前にまで追い込んだ。「華房の命令」を建前に表向きは揺るぎなく動いていたが、真冬と早坂のおかげで「命令」に逃げていた事実と自分の本心に気付き、自らの意志で風紀部に戻る。結果、真冬の過去だけでなく、確証を掴んではいないながらもウサちゃんマンと夏男が真冬であると推察している。
2年目の夏休みには、渋谷の実家に泊まりながら東校の面々に紛れ込み、素性がバレた後は真冬の友人として東校メンバーにも溶け込んでいる。
渋谷 亜希（しぶや あき） / アッキー
声 ‐ 阿部敦
7月2日生まれ。O型。身長180センチ。家族構成は祖母、父、母、姉三人。
真冬の地元から進学して来た後輩。1年2組。一見するといかにもな女好きのチャラ男で、登場当初は渋谷に魅了された女生徒達が次々と恋人に別れを切り出し、振られた彼氏達に詰め寄られると真冬に丸投げするというトラブルを連発させる。元は寒川の周囲で、女性トラブルが多くとも強い人間のバックがあれば絡まれないという味を占めたことから、緑ヶ丘後は寒川の尊敬する真冬の存在を利用するに至った。だが軟派なのは容姿や表向きの言動だけで、実際は絡まれている女子を助けたり、初カラオケだった真冬達にさり気なくフォローを入れるなど観察力と社交性に富んだ性格。但しメイクテクやファッションセンスはあるがケンカはからきしなので、風紀部入部後は主に女生徒方面からの情報収集や変装のフォローを担当し、ケンカには加わらない。
真冬のカリスマ性に魅了されて入部したものの、一目見てウサちゃんマンや夏男が真冬と同じ体型であることを見抜いたため、真冬と鷹臣に半ば脅される形で真冬の秘密の殆どを知る舎弟兼協力者となった。鷹臣からは入学当初真冬をパシリ扱いしていた時期（渋谷本人は真冬が嬉しそうだったからやっていた）があったため、自分以外が真冬をパシリにしたと、冷たくあしらわれる。
人の感情、特に女子のものに敏感なことで誰にでも優しい反面、かつての失恋の影響から他人に深く踏み入れられることに怯えがあり、本心が全く見えない雪岡に対して初めて恐怖し警戒。だが一悶着あった末に和解し、交際を申し込まれ続けている。真冬や早坂の卒業後、生徒会に入り、真冬や早坂の卒業後、生徒会に入り、寮長を務める。
桶川 恭太郎（おけがわ きょうたろう）
声 ‐ 三宅健太
5月15日生まれ。A型。身長186センチ。家族構成は父、母、兄二人。
緑ヶ丘の番長で、真冬の文通仲間。3年2組15番（後に留年して3年4組に）。岩も砕く怪力の持ち主だが、趣味は文通とモールス信号と子分イジり。初対面時の乱闘で真冬の実力を見抜き、その際の足を使ってのモールス信号によるコミュニケーションもあって以降は真冬を“モールス”と呼ぶ。夏男戦での敗北で番長を辞めてからというもの、真冬との度重なる交流で友情が築かれたのを内心喜びつつも、真冬と鷹臣の関係を誤解してショックを受けたり、真冬と綾部の仲を勘繰って攻撃を仕掛けるなど真冬を女として意識している様子だが、それが恋愛感情なのかは定かではない。そんな見た目とは裏腹なロマンチストで、口髭のある人型猫のゆるキャラ―ネコマタさんの熱烈なファンであり甘党。真冬の侠気を王子様的に見ている。ケンカに細かい理屈は要らないと主張するが、戦況を観ることも人を従えることも上手い―リーダーシップとカリスマ性、またその立場からかつての文化祭大乱闘事件や百地の奇妙な交流関係についてなど、独自の情報網を備える。
文化祭にて夏男の正体を知り、黃山高校の不良達による襲撃を引き受けるために番長の座に返り咲く。しかしその後、河内の策略により補習が受けられずに留年が決定。子分の河内・後藤とは同じクラスになってしまったものの、校内の不良達の勢力安定に貢献するなど、その存在感は大きい。後に野々口の黄山からの救出作戦に同行するため、風紀部に入部届を出してしまったことで鷹臣達から逃げられなくなってしまう。その後、生徒会－2章の一悶着の中で、華房や河内、後藤と共に寮内で受験勉強をしたところ、見事に地元大学に合格し緑ヶ丘学園を卒業する。
真冬の文通相手でペンネームは“イチゴラブ”。しかしその事実はお互いに知らない。

### 生徒会
華房 雅（はなぶさ みやび）
声 - 村瀬歩
家族構成は父、母、中学3年生の妹。
緑ヶ丘生徒会の生徒会長で、理事長の息子。2年3組→3年3組その美貌とオーラでキラキラ輝く目立つ存在であり、その姿をまともに見た者を皆、虜にしてしまう程のカリスマ性の持ち主。理事長の息子ではあるが父をバカにしており、母の方とのみ仲が良い。従って、実は父の味方＝鷹臣の敵という訳ではない。
登場時は鷹臣の賭けの相手代理として、緑が丘荒ら及びし風紀部潰し工作として度々生徒会メンバーを真冬達へ差し向けていた。生徒会メンバーも雅に従うため、表面上は風紀部と生徒会の対立である。何かしら問題のある面々を生徒会に引き入れており、百地は「恩を売りやすいから」と語り、鷹臣からは「ピーターパン」、百地からは「子供の王様」と例えられた。コミックス第19巻冒頭の「魔女と少年」のお話の"少年"で、実際には風紀部との対立の陰で百地と賭けをしており、魔女（百地）から彼らを守っている。そのため風紀部潰しは建前で、風紀部との対立を通して彼らが抱えている問題を乗り越えられるように配慮している。
温室育ちで元々は相当な世間知らずであり、由井をして「ガキ以下」というレベルだった。由井が中学2年生の時に彼の学校に転校して来て以降、様々な問題を巻き起こし由井と北条（主に北条）の手を焼かせていた。ウニが嫌い。
高坂 俊太郎（こうさか しゅんたろう）
8月18日生まれ。A型。身長174センチ。家族構成は父、母、妹二人。
生徒会メンバー。1年3組→2年3組。頭のよい参謀タイプ。学園の評判を下げるため河内と共謀して文化祭の際に黄山高校が乱闘を引き起こすよう画策していたが、風紀部や桶川達の活躍と桶川のみが目的であった河内の暴走により失敗に終わる。根っからのマニュアル人間であり、突然の出来事が起こるとすぐにパニックになる。華房には、受験の際に助けてもらった借りがある。雪岡と一緒にいることが多い。計画が失敗に終わった後華房から「人生は意外性」と教えられ、趣味を作ってみるなどマニュアル人間からの脱却に向けて努力している模様。
北条 若菜（ほうじょう わかな）
10月25日生まれ。A型。身長167センチ。家族構成は父、母、弟。
生徒会メンバー。1年4組→2年4組→3年4組熱くストイック。常識人だが、短絡的なところがある。華房の母親の部下の娘でその関係で緑ヶ丘に受験した。中学生のころから華房のお目付け役をしており、よくフォローに回っている。お目付け役になった当初は箒を武器としていたが後に竹刀に変更した。お目付け役になったときすでに華房の元にいた由井とも関係は長く、最初は由井の裏切りを信じていなかった。出会って当初は由井は華房しか見ておらず、自分のことは名前すら覚えられていないと思っていた。しかし、華房と連絡が取れなくなり探しても見つからず泣き出してしまった際、由井が自分の名前を呼び慰めるために好物のおしるこを持ってきてくれたことをきっかけに由井に対して想いを寄せるようになる。由井の言葉には何度も翻弄されているが、それっぽいことを言われると毎回ドキッとしてしまうため、そんな自分に自分でうんざりしている。
学園の評判を下げるのは反対だが、風紀部潰しには異論がないと由井が脱退した後空席だった監査代表になるが、早坂がきちんと活動をまとめた報告書を提出したため風紀部の存続を許可した。
百地の引退後しばらく副会長を務めた後、会長を退いた華房に代わり新生徒会長となった。
他のメンバーと違い問題を抱えているわけではないため、百地からは華房の「唯一の本当のコマ」と評された。
綾部 麗人（あやべ れいと）
声 ‐ 興津和幸
9月24日生まれ。O型。身長163センチ。家族構成は父、母、弟三人、妹二人。
生徒会メンバー。1年4組→2年4組→3年4組。関西弁で喋り、病弱で無愛想でいつもギターケースを背負っている。好物はコロッケ。得意料理は卵焼き。
生徒会役員だが真冬の友達で真冬からは「あやべん」と呼ばれている。他の生徒会役員とは違い、望んで生徒会にいるわけではなく無理矢理入れられた。華房が勧誘をするときに華房に堂々と文句を言った数日後に付き従っていた。そして華房に弱みを握られ、生徒会に在籍しているがそれから開放されるために力ずくで風紀部を解体しようとする。現在、緑ヶ丘で唯一真冬を負かした人物。
一人が好きと思われているが実際は綺麗好きで炊事、洗濯などが得意なオカン体質。ギターケースに入っているのも和歌山の箒職人が作った箒(名前は藤島さん)を入れている。他にもちりとりを杉田さん、雑巾を牧村さん(十枚ほど)、バケツを篠宮さんと名付けている。汚い場所にいると掃除がしたくてたまらなくなり、それを我慢すると尋常ではない力が出てくる。華房に知られて以降、他人に隠していたが真冬に知られてしまう。
六人兄弟の長男。仕事の関係でほとんど家にいない両親に代わり、家事全般と兄弟の世話をしており、それを誇りに思っていた。反面で学校では友達と遊びに行くこともできなかったが、中学生活も残り少なくなったころ、友達からの誘いに一度くらいはと家のことを兄弟に任せ遊びに出かけた。しかし、雨が降ってきていた中帰宅すると、家の中はぐちゃぐちゃで干していた布団もそのままでずぶ濡れになっており、心が折れてしまう。自身の足を引っ張るだけの家族の元を離れて緑ヶ丘に入学するが、兄としての責任感から弟妹を見捨ててしまったという思いが拭えず、汚いものを見ると罪悪感に苦しむようになった。それを無理矢理押し込め、発作が起きるようになり箒を精神安定剤として背負っている。真冬の提案で実家に戻り心を入れ替えた家族と再会した後、自分の居場所を知り自ら生徒会へ戻った。現在は中立の立場を保ち、男子寮の寮長となっている。また一目みて夏男の正体に気付いたが言いふらさないと約束した。言うことを聞かない寮生が多いため寮長として大変な苦労をしているが、怒ると上級生でも逆らえず、綾部が特定の場所で強くなると聞いた早坂はそれが寮だと勘違いした。
野々口 歌音（ののぐち かのん）
2月22日生まれ。A型。身長156センチ。家族構成は祖父、父、母。
生徒会メンバー。1年5組→2年5組→3年5組クラス全員が女子で構成されている特別クラス、別名「女クラ」を束ねる。過度の男嫌いで、男にはかなり攻撃的。それゆえ無駄にことを大きくしてしまうタイプ。実家は道場で、格闘術を身につけている。男のほかにも王子様という言葉は禁句。風紀部の裏工作員である夏男とウサちゃんマンの正体を暴くため黄山高校を利用し噂を流す。その噂を突き止めようと行動していた夏男に攻撃をしかけるが携帯を奪い取り切り上げる。その後も自分のピンチを助けてくれる夏男に王子様を重ねていき興味を示していく。
小学生のころは王子様という存在に憧れを抱いていたが、男子生徒に暴行されたときに誰も助けてくれなかったことがきっかけで男嫌いになる。そして女子校に入り、祖父の道場に毎日通って力をつけた。だがそれを心配した祖父が、問題を起こしても大丈夫な緑ヶ丘に入学手続きしてしまい、入学を取り消そうと春休みに緑ヶ丘に通っている間に華房と出会った。この段階で北条や由井とも顔見知りになっている。華房が女クラを作ってくれたおかげで、共学校で上手くやっていけるポイントを知る。
自身が原因となって巻き起こった騒動の中で、男嫌いになる原因であった黄山番長野上の計画と夏男ら風紀部の活躍により、再び王子様を夢見ることができるようになり、男嫌いも緩和された。その後の夏休みには、地元の図書館で偶然遭遇した勉強中の野上に対し、自ら近寄り勉強を教えていた。
百地 瑠奈（ももち るな）
生徒会メンバーで副会長。女子寮の寮長も務めていた。2年3組→3年3組。
華房とクラスメイト。成績優秀で品行方正、生徒からの人気も高い。他のメンバーのように華房を慕っているような振る舞いを見せつつ、生徒会の内情を真冬に漏らしたりと謎の多い人物だったが、実際には華房と対等で風紀部潰しに関して賭けを行っていた。由井を含めた生徒会メンバー全員が敗れた後行動を開始し、以前から目を付けていた早坂をターゲットに暗躍を始める。早坂に暗示をかけて記憶喪失にした元凶。「魔女と少年」の"魔女"である。行動を開始する前に生徒会を引退しており、副会長を北条、寮長を雪岡に引き継いでいる。
幼少期は母親に虐待され傷だらけで、周りから「かわいそう」と言われていたため、他人を自分よりかわいそうだと思うことで自分はかわいそうではないと心を保っていた。ある日柵の穴から入り込んで早坂家の庭で泣いていた時に、リディアに女装させられた幼い早坂と知り合う。その境遇をかわいそうだと親しくなり、父と二人の姉は敵だと吹き込み自分の元に留まらせようとしていた。しかし、リディアの死で記憶を失った彼に忘れられ、更に「かわいそう」と言われたことで裏切られたと思い込む。その後、母親が再婚して落ち着いてからもその歪みは消えず、自分よりかわいそうな人間を増やすため、不安定で弱そうな人間と短期間で集中的に仲良くなっては暗示をかけて操り、人間関係を壊したり退学に追い込んだりするようになった。緑ヶ丘でも続けていたが、華房に妨害されたりターゲット候補が生徒会に囲われたりしたため、華房に対し「風紀部潰しに手助けしたら華房の負け。その間生徒に手を出したら百地の負け」という賭けを提案した。
早坂の記憶を奪い追い詰めていくものの、風紀部の活躍ですべてを思い出し家族と和解した後の彼には二度と通じず、自分はかわいそうな人間だと一番思っているのは自分自身だと鷹臣に自覚させられ、また早坂に当時遊んでもらったことは本当に嬉しかったと告げられ、泣き崩れた。その後、学校には来ておらず、自身の意識改革のために鷹臣に説教を強要している。
雪岡 小鞠（ゆきおか こまり）
声 - 悠木碧
5月5日生まれ。B型。身長140センチ。家族構成は父、母。
生徒会メンバー。1年3組→2年3組→3年3組見た目の可愛さと愛嬌から言葉を発せずとも周囲の人間とコミュニケーションが取れるうえ、虜にして意のままに操ることもできる。ある日、緑ヶ丘に入学したての渋谷に声を掛けられたことがきっかけで渋谷に一目惚れする。真冬たちが修学旅行で不在の際、生徒会に勧誘という口実で渋谷に接近。持ち前の可愛さで渋谷を落とそうと試みるが渋谷の警戒心の高さから尽く失敗に終わる。しかし、素をぶっちゃけたことでそれなりに良い関係となる。
美少年好きで男性の体付きウォッチングが毎朝の日課。普段は一切口を開かないが、口を開けばベタベタの方言使いな上にとてもお喋りで、思ったことがすぐ口に出る癖があるため煩悩がだだ漏れる。走り方もおっさんみたいな走り方をするなど見た目に反し内面はほとんどオヤジ。この見た目とのギャップを周囲から口々に言われたために喋ることを怠けていたが、渋谷にとっての特別に存在になりたくて少しずつ会話を行うようになる。
百地から引き継いで女子寮の寮長となった。男子寮での綾部の苦労を知る渋谷からはちゃんと務まるのか心配されていたが、持ち前の可愛さを駆使して女生徒をさばききっている。

### 他緑ヶ丘生
河内智広（かわうち ともひろ）
声 - 柿原徹也
6月2日生まれ。AB型。身長173センチ。家族構成は父、母、妹。
緑ヶ丘の情報通で、桶川一派のナンバー2であり参謀役。3年4組。桶川の圧倒的な強さやカリスマ性に心酔していた分、対夏男戦での敗北を期に自分の理想から外れていくのが許せず、桶川を潰そうと高坂と手を組み文化祭準備期間中に暗躍。文化祭後の桶川の活躍で関係は修復されたが再び尊敬してはいるが、言動は常に失礼。桶川の卒業が掛かった補習の際には寂しさから桶川を妨害し、一度留年に追い込んだ結果、同じクラスになる。中学の時は金髪だった。第二中出身。
後藤大吉（ごとう だいきち）
2月9日生まれ。O型。身長169センチ。家族構成は父、母、弟、妹。
強運の持ち主で、桶川一派のナンバー3であり良心。3年4組。懸賞研究会部長。ケンカは強いが、運で乗り切れる分怪我は少なめ。素直に桶川を好いており、その卒業まで尽くす。少し空気が読めない。（KY）
有栖川（ありすがわ）
1年2組→2年2組。
1年では級長を務め、1組との合同模擬店では1組男子による執事喫茶の提案に対し、女装メイドによる猫耳メイド喫茶企画を2組男子一丸となって主張。文化祭準備期間中の1～2組女子接待対決による人気投票の末、見事開店権を勝ち取った。メイドはツンデレ設定のアリスちゃん。高長身・筋骨隆々な有栖川の入部を多くの部活が切望したが、有栖川自身には決められず、部活同士による凄絶なバトルロワイヤルの後に勝ち残った手芸部に所属することになった。
海野（うみの）
1年2組→2年2組。
有栖川のクラスメイト。有栖川同様に長身でガタイが良いが短髪。当初はどじっこ☆メイド希望だったものの、物知りで器用。結局夏男の細かな指導を受けて知的メイドのマリンちゃんに転向し、1～2組女子も舌を巻く完璧メイドとなる。柔道部。
四津谷（よつや）
怪談話好き。陸上部。

### 東校
寒川 航平（かんがわ こうへい）
声 ‐ 木村良平
12月5日生まれ。
高1になる真冬の1つ下の後輩で、東校番長。真冬の元番長時代のナンバー2で、その転校により現在に至る。ハンバーグなど子供っぽい食べ物が好きだが番長として格好悪いので隠そうとする、真冬の周囲への嫉妬から拗ねるなど、愛嬌溢れるかわいい一面も。元南中。無類の鍋奉行であり、仕切りだすと舞苑相手にもお玉を飛ばし、容赦がない。
黒髪泣きぼくろで、メインの緑が丘校生ではないにも関わらず読者人気は高い
舞苑 誘人（まいぞの ゆうと）
声 ‐ 小野大輔
11月19日生まれ。AB型。
寒川を支える、東校の現ナンバー2。真冬の1つ年上で現在は高3だが、第一印象通りな自他共に認めるマゾであるために真冬の番長時代はナンバー3に収まっていた。自称「舞苑（マゾ）の世界に誘う人」。小学生のころからマゾであり、親友が殴られようとした際には欲望のために庇っていた。とある理由があってケンカの時に本気は出さず、集団に紛れて目立たない時のみ戦う。女の子の前では好青年を演じて、内心ゾクゾクしている。ストレスと快感は紙一重と思って我慢するのが好きで、真冬にイタズラ電話することで解消している。何度か真冬の留守中に緑ヶ丘周辺に遊びに来ており、早坂や桶川と面識がある。姉がいる。 
作者曰く、オープンだが本人無自覚の秘密主義。キャラ設定が真冬の10倍以上あり、作中キャラクターの中に彼のことを完璧に把握している人物はいないとのこと。
大久保 寿（おおくぼ ことぶき）
声 ‐ 橋詰知久
東校のヤンキー。真冬の番長時代の子分で、真冬に憧れている。信号には必ず引っ掛かり、自転車のサドルを盗まれて大根を刺されたり、年賀状は1枚も当たらず、おみくじは常に大凶でバナナの皮があれば転ぶという徹底した不幸少年。舞苑や山下とは同じ年で、よく一緒に行動している。大柄な割りにおっとりして穏やか、港の兄探しを手伝う面倒見の良い天然たらしという、凡そ不良らしからぬ性格だがケンカが好き。しかしケンカを始める前には既に、自身の不運により傷だらけ。単行本のおまけ4コマ「東西南北」ではほぼ主役。港と順当に交流を重ね、告白されて交際を始めた。以降、少し運が良くなった。
山下 匠（やました たくみ）
声 ‐ 中村太亮
東校のヤンキー。真冬の番長時代の子分。同じ年の舞苑と大久保とは仲良し3人組で、一番のしっかり者。砂浜でオブジェを作ったり、壊れていた銅像を直すなど手先が器用。特に料理が得意で真冬、寒川、舞苑の顔の形をしたクッキーを作る。

### 西校
桜田 旭（さくらだ あさひ）
西校のマスコット的な愛され番長。何かというと女装ないわゆる女装男子で、自分の女装時の愛らしさに絶対の自信を持つややナルシストな一面も。真冬や北校の番長―葵ですら騙された程の清楚系美少女姿だが、何故か自分や真冬の子分達にはすぐ見破られている。性格的には単純だがフェミニストで、女の子が顔を傷つけるのを好まないが、真冬は“女”であってその対象外らしい。真冬とは同じ年なせいか強くライバル視していたが、ケンカ中にうっかりでズボンを引きずり降ろされた挙句、ファンシー柄のパンツをバカにされたことで深く根に持ち、ことあるごとに突っ掛かっている。が、なんだかんだいって優しく、仲は良好。男としてはあらゆる面で真冬には敵わなかったものの、女子力とモテ力では圧勝している。
修学旅行の際、西校と緑ヶ丘の旅先が同じだったことで真冬と遭遇し、早坂と由井とも顔見知りとなる。また真冬に絡んだ結果、鷹臣の恐怖を味わった。
大宮 正義（おおみや まさよし）
桜田の子分の1人。主に「東西南北」に登場し、桜田非公認の西校生伝統のスパイ活動（という名の暇潰し）ゲームの先輩として、『北校番長に挨拶する』桜田に付き合って2人で女装して潜入を果たす。他校へ侵入してアミダくじのお題を果たすゲームの覇者で西校サバイバル部隊長。パンの買出し係。隠れ美脚。考え方が打算的で冷めている。

### 南校
寒川 港（かんがわ みなと）
寒川の1つ下の妹。登場はほぼ「東西南北」のみで、主役。学区の自由化により、真冬に憧れて突如東校に転校した寒川とは違い、制服に釣られて南校へ進学。結果兄が番長とは知らずに忘れ物を届けに東校を訪ね、ヤンキーに怯えていた折りに案内してくれた大久保に想いを寄せるようになるが、以降大久保が絡むと暴走がちに。寒川の子分によく挨拶して回るが、恥ずかしいと寒川が嫌がっているのには気付いていない。大久保に告白、目出度く交際することになる。本編にも一度だけ出た際は、目が省かれたモブのような描かれ方をされていた。
姫路 龍之介（ひめじ りゅうのすけ）
港が通う南校の生徒会長（番長）。「東西南北」に登場。舞苑は同じ年で、小学校からの唯一の親友であり理解者。内心以外はクールな眼鏡の優等生。人と上手く話せないのでメールでのみ本音を語るが、見た目に反してあまりに高いテンションの文面と毒舌さで、合コンでは失敗続き。常時、彼女募集中。

### 北校
葵 孝明（あおいたかあき）
北校番長の高3。「東西南北」で初登場し、後に本編にも登場。柔道で県大会出場を目指していたことで、番長になった直後にケンカを禁止してヤンキー達を健全なスポーツマンに、北校を一大スポーツ校に更生させてしまった。この結果、北校は表立った殴り合いはないものの、事故に見せ掛けてスポーツ用品を投げ合う等による突然の戦いが勃発するという、危険地帯と化してもいる。桜田の女装姿に一目惚れしているが、自分からはろくろく質問も出来ないシャイボーイ。本編では夜祭で見事桜田に再会し、桜田を巡る恋のバトルを真冬と。寒川も巻き添えにして繰り広げることになる。

### 黄山高校
野上 健斗（のがみ けんと）
黄山高校の番長。再びの緑ヶ丘文化祭乱闘計画が未然に防がれた際、校門で桶川に負けて逃亡した黄山の不良グループがゴタついたところに乗じて番長になった。
野々口が男嫌いになる原因となった人物。小学生のころ、野々口に恋をし振り向いてもらおうとちょっかいを出していた。ある日やりすぎてしまった時野々口の反撃をくらい、それを目撃した友人たちが本人の意思を無視して暴走、野々口を酷い目にあわせてしまう。謝罪をするため野々口家を訪れるも会うこともできず、その後しばらく足繁く通うも最後まで謝ることは叶わなかった。野々口の転校後、周りの勝手な噂で問題児扱いされるようになり不良に転落。中学進学時にやり直す機会はあったが、すっかり雰囲気が変わってしまった野々口を偶然目撃し、自分だけ元には戻るのは許されないとチャンスを捨てた。
番長になったころ野々口が絡んだ黄山の噂が流れ始めたため、番長の立場を利用して野々口を守ろうとして捕えた。また、風紀部を呼び、助けに来させるある種のパフォーマンスに出て、夏男を王子様と重ねさせることで野々口にかつての夢を取り戻させることに成功する。その中で、元々正体を明かす気はなかったが流れで名乗ったため、結果的に野々口に直接謝ることができ、長年の自責の念から解放された。

### その他
ハト / ジョセフィーヌ（真冬命名） / トリ吉（桶川命名）
声 ‐ 片岡あづさ
真冬が1年前、溺れているところを助けた鳩。真冬と桶川の手紙の間で配達を受け持つ伝書鳩であるが、休む時間が長いので急用には不向き。但し、住所を見て場所が分かるという天才鳩。由井による風紀部崩しでは、桶川の弱味として囚われの身となってしまう。
茉莉花（まりか）
真冬と鷹臣が海へ出かけた際に出会ったお嬢様。高飛車な性格で、鷹臣とは初対面時から衝突していた。幼児期から執事―三ツ林（みつばやし）に想いを寄せているが、父の仕事に付いてイギリスへ行ってしまうと知り、その本心を知ろうとする。2人の関係に自分と五条を重ねた鷹臣の協力により、両想いとなる。その礼として鷹臣の頼みを受け、三ツ林との結婚式に鷹臣をVIP扱いで招待した。
華房 俊雄（はなぶさ としお）
緑ヶ丘の現理事長で、雅の実父。緑ヶ丘の建つ山を売り払って大儲けしようと、五条を騙して緑ヶ丘の経営権を奪い取ったものの、土地の権利書は鷹臣が金庫から盗み出していて手に入らなかったことで、緑が丘を経営し続ける羽目になる。しかし本業は不動産屋であったために学校運営は杜撰そのもの、あっという間に不良の溜まり場にして荒廃させてしまう。数年後、現れた鷹臣の提示した賭けに、止む無く応じることになる。雅にはバカにされている様子。
早坂 香一（はやさか こういち）
早坂の父。穏やかな物腰と優しい微笑を浮かべるが、その一方で由井を手刀で瞬殺する実力を有している。早坂の他に2人の娘がいる。姉が亡くなった際、その葬儀を母親を苦しめた愛人のモノだと誤認した息子に背を向けられてしまう。担任の鷹臣が家庭訪問を強行した際、彼に香の精神状態の危うさついて打ち明ける。リディアが姉・明子を愛人だと誤解し、養子にした姪をも浮気で出来た子供だと思い込んで心の距離を作ってしまったため、妻の誤解は彼女の死の少し前に解けたものの早坂にはずっと誤解され憎まれたままだった。
早坂 明子（はやさか あきこ）
早坂の伯母であり、香一の実姉。シングルマザー。香一の迷惑を顧みずに娘2人の世話を度々押し付けては、仕事で飛び回っていた。トラックが突っ込んで来る事故に遭い、急死。
リディア
早坂の実母。外見は典型的な金髪碧眼のアメリカ人女性。香一と大学で知り合って恋人となるが、その後帰国。正妻と愛人の泥沼争いものの昼ドラが大好きだったことで、遠距離恋愛中に突然香一を訪ねて明子やその娘達と居る様子に、現実と混同して香一の二股と思い込んでしまう。誤解したまま早坂を出産し、香一を憎みつつも愛するが故にプロポーズを受けて結婚したため、息子には夫の名から取って「香」と命名した。
早坂 実咲（みさき）、百合花（ゆりか）
早坂の義姉。実際は明子の娘達で香一の姪であり、早坂の父方の従姉。シングルマザーだった母が事故死したことで香一に引き取られる。義弟であり従弟でもある早坂を家族として慕うが、様々な悲しみから現実を認識出来ずに自分達を憎悪する早坂に拒絶されてしまう。しかし早坂を守りたい一身で、香一と共に早坂の見解を暗黙の内に認めてしまう。早坂の精神安定後は問題なく和解し、香一と共に親バカならぬ従姉バカっ振りを遺憾なく発揮して、早坂を構い倒している模様。

## 書誌情報
- 椿いづみ 『俺様ティーチャー』 白泉社 〈花とゆめコミックス〉、全29巻
  1. 2008年1月19日発売、ISBN 978-4-592-18531-4
  2. 2008年5月19日発売、ISBN 978-4-592-18532-1
  3. 2008年9月19日発売、ISBN 978-4-592-18533-8
  4. 2009年2月19日発売、ISBN 978-4-592-18534-5
  5. 2009年6月25日発売、ISBN 978-4-592-18535-2
  6. 2009年10月19日発売、ISBN 978-4-592-18536-9
  7. 2010年3月19日発売、ISBN 978-4-592-18537-6
  8. 2010年7月16日発売、ISBN 978-4-592-18538-3
  9. 2010年11月19日発売、ISBN 978-4-592-18539-0
  10. 2011年3月18日発売、ISBN 978-4-592-18540-6
  11. 2011年7月20日発売、ISBN 978-4-592-19266-4
  12. 2011年11月18日発売、ISBN 978-4-592-19267-1
  13. 2012年4月20日発売、ISBN 978-4-592-19268-8
  14. 2012年8月20日発売、ISBN 978-4-592-19269-5
  15. 2012年12月20日発売、ISBN 978-4-592-19270-1
  16. 2013年5月25日発売、ISBN 978-4-592-19486-6
  17. 2013年10月18日発売、ISBN 978-4-592-19487-3
  18. 2014年4月18日発売、ISBN 978-4-592-19488-0
  19. 2014年10月20日発売、ISBN 978-4-592-19489-7
  20. 2015年4月20日発売、ISBN 978-4-592-21530-1
  21. 2015年11月20日発売、ISBN 978-4-592-21531-8
  22. 2016年6月20日発売、ISBN 978-4-592-21532-5
  23. 2017年1月20日発売、ISBN 978-4-592-21533-2
  24. 2017年7月20日発売、ISBN 978-4-592-21534-9
    - ドラマCD付初回限定版 ISBN 978-4-592-10574-9

  25. 2018年3月20日発売、ISBN 978-4-592-21535-6
  26. 2018年10月19日発売、ISBN 978-4-592-21536-3
  27. 2019年6月25日発売、ISBN 978-4-592-21537-0
  28. 2020年4月20日発売、ISBN 978-4-592-21538-7
  29. 2020年8月20日発売、ISBN 978-4-592-21539-4
    - イラスト集付き特装版 ISBN 978-4-592-22730-4

## ドラマCD
『花とゆめ』の応募者全員サービス（2009年3、4号、『ザ花とゆめ』2月1日号特別企画）と2012年19号、2013年5号、2015年24号、2017年16号、2020年20号と単行本24巻ドラマCD付初回限定版において、ドラマCD化。キャストは以下のとおり。
- 黒崎真冬：喜多村英梨
- 佐伯鷹臣：成田剣
- 早坂香：水島大宙
- 桶川恭太郎（番長）：三宅健太
- 舞苑誘人：小野大輔
- ネコマタ：石上裕一
- ナレーション：勝沼紀義
- ハト：片岡あづさ
- 野良猫：沖佳苗
- 不良たち：前野智昭、石狩勇気、田島裕也
- 『花とゆめ』2012年19号ドラマCDからの新規キャスト
  - 由井忍：杉田智和
  - 綾部麗人：興津和幸
  - 寒川航平：木村良平
  - ナレーション他：後藤ヒロキ
  - TVアナウンサー他：持月玲依
- 『花とゆめ』2013年5号ドラマCDからの新規キャスト
  - 渋谷亜希：阿部敦
  - 大久保寿：橋詰知久
  - 山下匠：中村太亮
  - ナレーション：川原慶久
  - 東校生：後藤ヒロキ、木島隆一、菊本平
  - 真冬の母：古川玲
- 『花とゆめ』2015年24号ドラマCDからの新規キャスト
  - 優等生Oくん：石谷春貴
  - 舞苑の姉：原口祥子
  - 女性店員：七瀬彩夏
  - 焼きそば屋：真木駿一
  - ナレーション：近藤博徳
  - 不良たち：工藤雅久、田中健大
- 『花とゆめ』2017年16号ドラマCDからの新規キャスト
  - 河内智広：柿原徹也
  - 華房雅：村瀬歩
  - 雪岡小鞠：悠木碧